# Конструктор (функциональное программирование)
В теории типов и функциональных языках программирования конструктор алгебраического типа данных или просто конструктор представляет собой функцию с пустым телом, конструирующую объект алгебраического типа данных. Оптимизирующие компиляторы исполняют эти функции статически, то есть на этапе компиляции.
Алгебраические типы данных являются важным элементом языков, типизированных по Хиндли — Милнеру.

## Пример
Простейшую структуру XML-документа в Standard ML можно определить следующим образом:
```
datatype
 
simple_xml
 
=
 
Empty

                    
|
 
Word
 
of
 
string

                    
|
 
Tagged
 
of
 
string
 
*
 
simple_xml
 
list

```

Это определение алгебраического типа данных. Оно вводит в программу четыре идентификатора: нуль-арный конструктор типов simple_xml и три конструктора объектов этого алгебраического типа: нуль-арный Empty, унарный Word и бинарный Tagged. Последний принимает два параметра (в данном случае в виде кортежа), второй из которых имеет тип simple_xml list (то есть список объектов определяемого здесь типа). Таким образом, simple_xml представляет собой рекурсивный тип данных.
Конструкторы обладают всеми правами функций (например, конструктор Word имеет функциональный тип «string -> simple_xml»), и в частности, могут использоваться в абстракции функций.
```
fun
 
listOfWords
 
s
 
=

   
map
 
Word
 
(
String
.
tokens
 
Char
.
isSpace
 
s
)

fun
 
toString
 
e
 
=

   
let
 
val
 
scat
 
=
 
String
.
concat
 
in

      
case
 
e
 
of

         
Empty
 
=>
 
""

       
|
 
Word
 
s
 
=>
 
s
 
^
 
" "

       
|
 
Tagged
 
(
tag
,
 
contents
)
 
=>
 
scat
 
[
 
"<"
,
tag
,
">"
,
 
scat
 
(
map
 
toString
 
contents
),
 
"</"
,
tag
,
">"
 
]

   
end

```

В теле функции listOfWords можно видеть как конструктор Word передаётся в качестве параметра функции map, и та применяет его к каждому элементу списка строк, который она получает вторым параметром. Список строк, в свою очередь, получен токенизацией (в данном случае просто разбиением на слова) строки, которую получила функция listOfWords входным параметром.
Каждое применение конструктора Word к объекту типа «строка» порождает объект типа simple_xml. Эти порождённые объекты затем используются для построения списка (это происходит внутри функции map) — таким образом, результатом функции listOfWords будет список объектов типа simple_xml. Это подтверждается её функциональным типом, который выводит компилятор: «string -> simple_xml list». Соответственно, результат функции может непосредственно использоваться в качестве параметра для другого конструктора данного типа — Tagged — что породит новый объект типа simple_xml:
```
fun
 
mkXmlFile
 
s
 
=
 
Tagged
 
(
 
"main"
,
 
listOfWords
 
s
 
)

```

Таким образом, XML-документ строится посредством рекурсивной композиции конструкторов алгебраического типа (отсюда и название «рекурсивный тип данных»). Например, такой документ
```
<main>
Here
 
is
 
some
 
text
</main>

```

будет представлен в программе такой структурой данных:
```
Tagged
 
(
 
"main"
,
 
[
Word
 
"Here"
,
 
Word
 
"is"
,
 
Word
 
"some"
,
 
Word
 
"text"
]
 
)

```

В этой записи перемешивается использование конструкторов двух типов — simple_xml и list. Синтаксис «[ , , ]», конструирующий список, является на самом деле синтаксическим сахаром над цепочкой конструкторов типа list:
```
Tagged
 
(
 
"main"
,
 
Word
 
"Here"
 
::
 
Word
 
"is"
 
::
 
Word
 
"some"
 
::
 
Word
 
"text"
 
::
 
nil
 
)

```

Хотя тип list и встроен во все Х-М-типизированные языки, но формально он определяется как рекурсивный тип данных с нуль-арным конструктором nil и бинарным конструктором cons, который обычно имеет инфиксное символьное имя (два двоеточия в классических диалектах ML или одно в Хаскеле):
```
datatype
 
'
a
 
list
 
=
 
nil
 
|
 
::
 
of
 
'
a
 
*
 
'
a
 
list

infixr
 
5
 
::

```